# Roberto Ravaglia

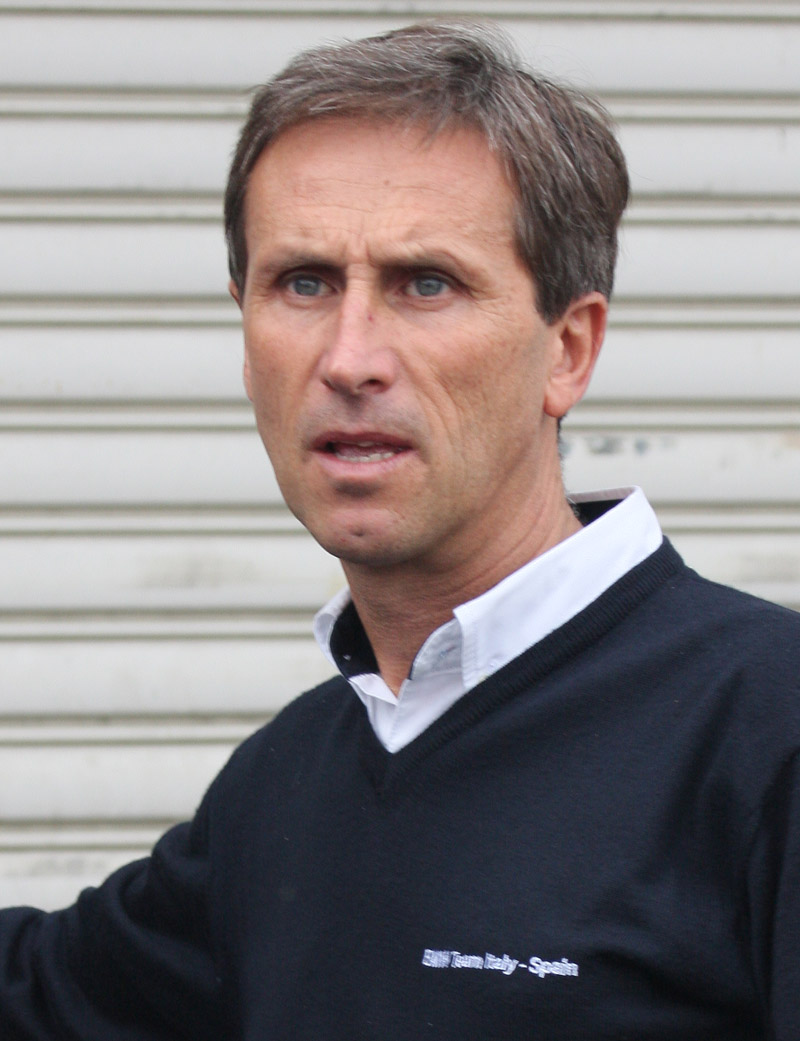
Roberto Ravaglia in Japan 2008

Roberto Ravaglia (* 26. Mai 1957 in Venedig) ist ein ehemaliger italienischer Automobilrennfahrer. Er war der erste Tourenwagen-Weltmeister der Geschichte. Er feierte sowohl als Fahrer als auch als Teamchef große Erfolge.

## Karriere

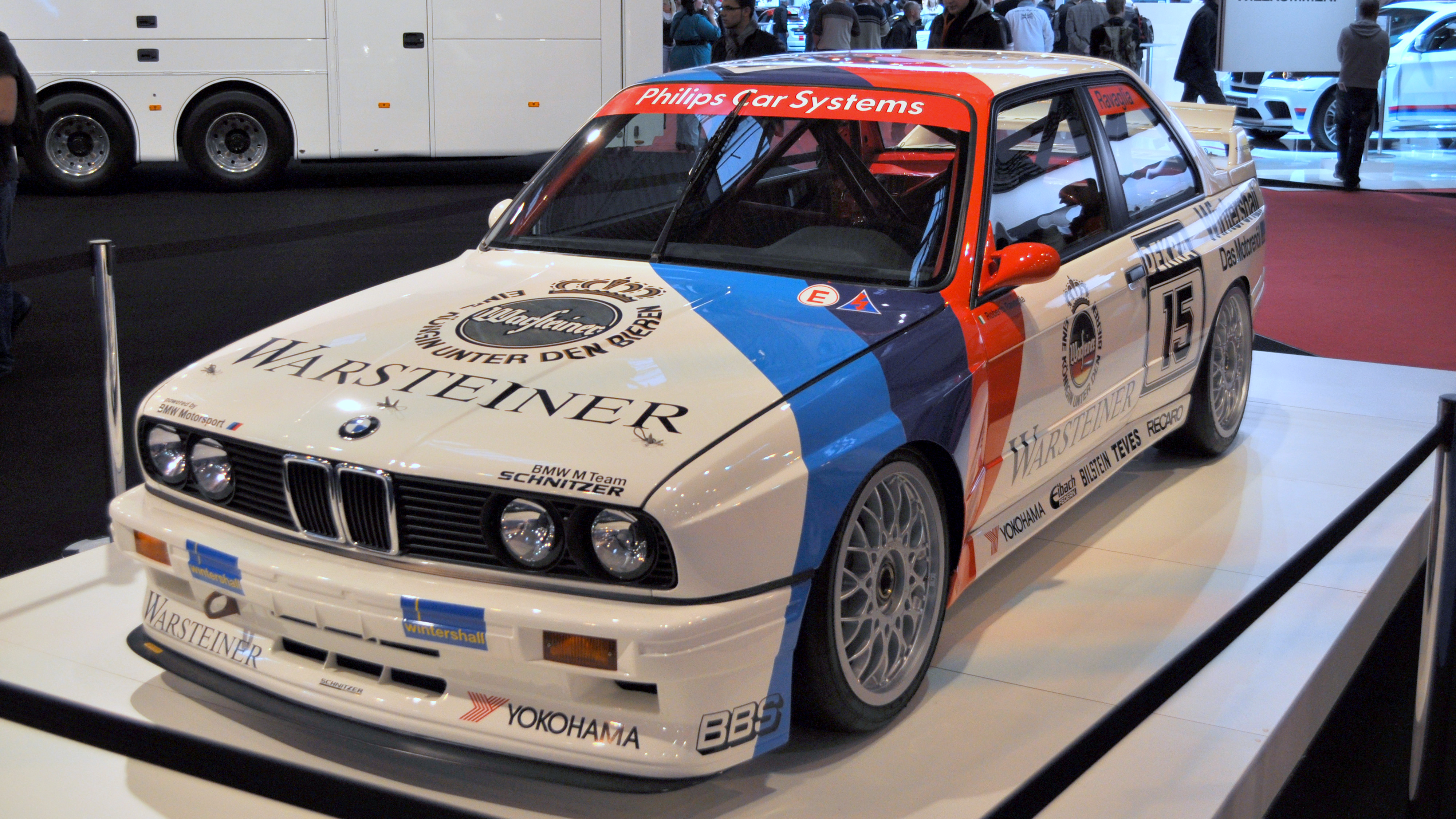
DTM-Meisterauto von 1989

Zu Beginn seiner Tourenwagenkarriere setzte Ravaglia auf die Marke BMW. Eine Verbindung, die bis heute andauert. Seinen ersten großen Auftritt hatte er 1984, als er im Alter von 27 Jahren in einem BMW 635 CSi an der Tourenwagen-Europameisterschaft teilnahm. Zwei Jahre später holte er auf dem gleichen Fahrzeug den EM-Titel. 1987 folgte sein Karrierehöhepunkt: der Gewinn der Tourenwagen-Weltmeisterschaft auf dem BMW M3.
In den folgenden Jahren gewann Ravaglia in fast jeder Disziplin, in der er antrat. Dem Titel in der Deutschen Tourenwagen-Meisterschaft auf BMW M3 (1989) folgten unter anderem Triumphe bei den Langstreckenklassikern in Spa-Francorchamps (BMW 318i, 1994) und auf dem Nürburgring (BMW 320i, 1995). Bis zum Ende seiner aktiven Karriere 1997 feierte Ravaglia insgesamt 52 Siege und stand 136 weitere Male auf dem Podest.
2000 kehrte er als Teamchef des BMW Team Italy-Spain in die Tourenwagen-EM zurück. Seit 2005 tritt er mit seinem Team erfolgreich in der Tourenwagen-WM an.

## Statistik

### Erfolge als Fahrer
1986
Tourenwagen-Europameisterschaft Meister
1987
Tourenwagen-Weltmeisterschaft Meister
Sieger des Macau Grand Prix
1988
Tourenwagen-Europameisterschaft Meister
Sieg beim 24-Stunden-Rennen auf dem Nürburgring
1989
Deutsche Tourenwagen-Meisterschaft Meister
1990
Italienische Tourenwagen-Meisterschaft Meister
1991
Italienische Tourenwagen-Meisterschaft Meister
1992

Dritter beim Guia Race
1993
Italienische Tourenwagen-Meisterschaft Meister
1995
Sieg beim 24-Stunden-Rennen auf dem Nürburgring

### Erfolge als Teamchef
2001
FIA European Super Touring Championship Super Production Meister mit Peter Kox (Ravaglia BMW)
2005
Italienische Superturismo-Meisterschaft Meister mit Alessandro Zanardi (Ravaglia BMW)

### Le-Mans-Ergebnisse
| Jahr | Team               | Fahrzeug       | Teamkollege  | Teamkollege     | Platzierung | Ausfallgrund |
| ---- | ------------------ | -------------- | ------------ | --------------- | ----------- | ------------ |
| 1990 | Toyota Team Tom’s  | Toyota 90C     | Aguri Suzuki | Johnny Dumfries | Ausfall     | Unfall       |
| 1997 | BMW Team Schnitzer | McLaren F1 GTR | Peter Kox    | Eric Hélary     | Rang 3      |              |